# Stemma di Novi Sad
Lo stemma di Novi Sad è uno scudo di forme barocche, con sfondo azzurro. Nel campo superiore ci sono tre torri separate con sei finestre aperte e la porta chiusa.
La torre centrale è leggermente più alta e larga, e su di esso c'è in volo colomba bianca con un ramoscello d'ulivo nel becco. In basso nel campo verde sotto le torri si trova una striscia d'argento, che simboleggia il fiume Danubio.
Quando viene utilizzato nella bandiera lo stemma, posto al centro, è bianco su sfondo blu.
Lo stemma della città risale all'imperatrice Maria Teresa d'Austria, quando Novi Sad ricevette lo status di città ed il nome attuale, il primo febbraio 1748.